# Ann Sophie
Ann Sophie (London, 1990. szeptember 1. –) német énekes és dalszerző. Ő képviselte Németországot a 2015-ös Eurovíziós Dalfesztiválon, Bécsben.

## Karrier
Ann Sophie 1990. szeptember 1-jén született Londonban, német szülők gyermekeként. A család ezután visszaköltözött Hamburgba, így az énekesnő ott nőtt fel. New Yorkban színművészeti tanulmányokat folytatott, de mindig is énekesnek készült. Első lemeze 2012-ben jelent meg Silver Into Gold címmel.

## Diszkográfia

### Albumok
| Év   | Cím              | Az album adatai                                                                                             |
| ---- | ---------------- | --- |
| 2015 | Silver Into Gold | - Megjelenés: 2015. április 24. - Kiadó: Polydor Records, Island Records - Formátum: CD, Digitális Letöltés |

### Kislemezek
| Év   | Cím               | Slágerlistás helyezés | Album            |
| Év   | Cím               | GER                   | Album            |
| ---- | ----------------- | --------------------- | ---------------- |
| 2012 | Get Over Yourself | —                     | Silver Into Gold |
| 2015 | Jump the Gun      | —                     | Silver Into Gold |
| 2015 | Black Smoke       | 26                    | Silver Into Gold |